# Distrikt Santa Cruz de Andamarca
Der Distrikt Pacaraos liegt in der Provinz Huaral in der Region Lima in Peru. Der Distrikt wurde am 2. Januar 1857 gegründet. Er besitzt eine Fläche von 216 km². Beim Zensus 2017 wurden 868 Einwohner gezählt. Im Jahr 1993 lag die Einwohnerzahl bei 917, im Jahr 2007 bei 1219. Verwaltungssitz ist die 3522 m hoch gelegene Ortschaft Santa Cruz de Andamarca mit 272 Einwohnern (Stand 2017). Santa Cruz de Andamarca liegt 70 km ostnordöstlich der Provinzhauptstadt Huaral. Im äußersten Osten des Distrikts befindet sich die verlassene Mine Chungar. Diese wurde im Jahr 1971 von einer durch einen Felssturz ausgelösten Flutwelle zerstört.

## Geographische Lage
Der Distrikt Santa Cruz de Andamarca liegt in der peruanischen Westkordillere im nördlichen Osten der Provinz Huaral. Begrenzt wird der Distrikt im Nordwesten und Westen durch den Río Chancay sowie im Süden durch dessen linken Nebenfluss Río Baños. Im Osten verläuft der Hauptkamm der Westkordillere mit der kontinentalen Wasserscheide.
Der Distrikt Santa Cruz de Andamarca grenzt im Westen und im Nordwesten an den Distrikt Pacaraos, im Nordosten an den Distrikt Huayllay (Provinz Pasco), im Osten an den Distrikt Santa Bárbara de Carhuacayán (Provinz Yauli) sowie im Süden an den Distrikt Atavillos Alto.

## Ortschaften
Neben dem Hauptort gibt es folgende größere Ortschaften:
- Santa Catalina
- Vichaycocha